# 岡野利道
岡野 利道（おかの としみち、1936年8月6日 - ）は、日本の経営者。三井造船社長を務めた。岡山県玉野市出身。

## 経歴・人物
1959年に九州大学工学部造船学科を卒業し、同年に三井造船に入社。1992年6月に取締役に就任し、1995年6月に常務を経て、1997年6月に社長に就任。2001年6月には会長に就任し、2003年6月に相談役に退いた。